# Mâchoires pharyngiennes

Mâchoires pharyngiennes de la murène.

Les mâchoires pharyngiennes, ou mâchoires pharyngées, sont une structure dentaire annexe située dans le pharynx de certains animaux, distinctes des mâchoires principales de la bouche.

## Description
Plus de 30 000 espèces de poissons possèdent une deuxième rangée de dents, qui chez la plupart n'ont qu'une mobilité très limitée[source insuffisante]. C'est le cas par exemple des poissons de la famille des Cichlidés des Grands lacs de l'Afrique de l’Est, dont la grande diversification s'explique notamment grâce à leurs nombreuses spécialisations alimentaires (filtreurs de plancton, racleurs d'algues sur les rochers, arracheurs d'écailles, broyeurs de coquilles de mollusques, mangeurs de feuilles, d'insectes, de poissons…) via leurs mâchoires orales adaptées à un type de nourriture. Un second système de mâchoires (les mâchoires pharyngées) a permis aux mâchoires buccales de s'adapter à de nombreux modes d'alimentation et a pu limiter le risque d'une hyperspécialisation. Il n'a pu cependant réduire l'impact de l'introduction de la perche du Nil dans le lac Victoria qui, en pillant les niches écologiques des Cichlidés, contribue à la disparition d'un grand nombre d'espèces endémiques, phénomène expliqué dans le documentaire Le Cauchemar de Darwin,.
Deux chercheurs américains ont observé grâce à des caméras ultra-rapides que certaines murènes  utilisent leur mâchoire pharyngienne mobile pour mordre et entraîner la nourriture vers l'œsophage, ; L'observation a été publiée dans la revue Nature. Il s'agit d'une différence majeure par rapport à nombre d'autres espèces chez qui cette mâchoire ne sert qu’à la mastication ou n’est que vestigiale.

## Dans la culture populaire
Cette particularité anatomique a été popularisée par la série de films Alien, dans laquelle des créatures extraterrestres, appelées Xénomorphes, possèdent une structure analogue.